# Reciclagem de baterias

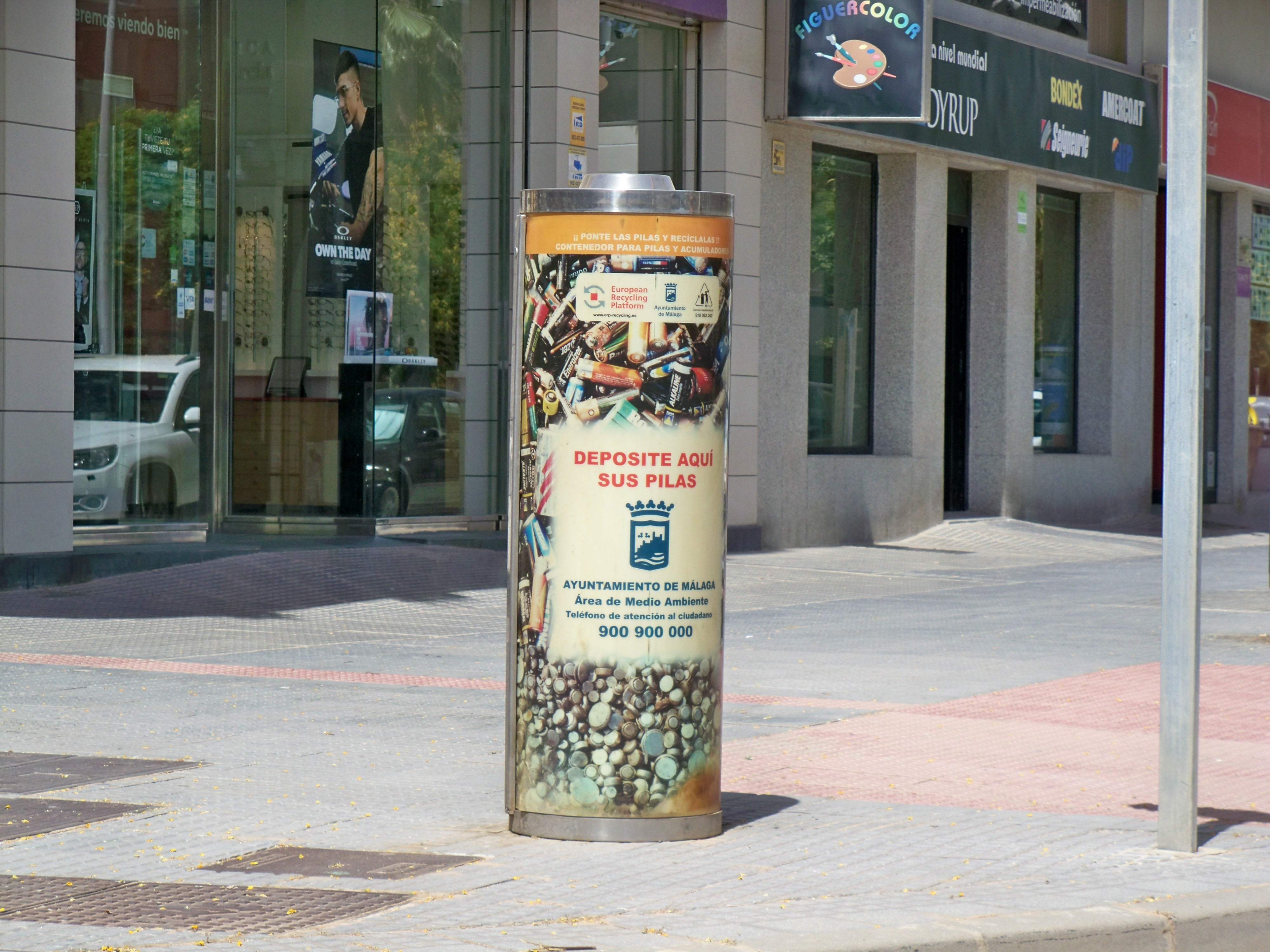
Coletor de pilhas para reciclagem

A reciclagem de baterias é um processo de recuperação dos materiais constituintes das mesmas, tendo em vista não só o seu reaproveitamento, como remover a sua deposição em aterros sanitários, diminuindo assim o seu volume, e a contaminação de aquíferos subterrâneos.
Em termos técnicos, a reciclagem consiste na recapturação dos materiais, nomeadamente Manganês, Zinco, Aço e Carbono, para serem reintroduzidos no processo industrial, evitando com isso a deposição dos metais pesados, tóxicos e altamente poluentes na natureza, ao mesmo tempo que diminui a necessidade de exploração mineira para a obtenção dos mesmos.
Podemos considerar que a maior parte das baterias podem ser recicladas. No entanto, algumas conseguem passar por este processo com mais facilidade que outras. Há diferentes composições possíveis para baterias, além de mais de um método para a reciclagem em si. Além disso, as diretrizes de descarte variam de acordo com a região.
A tabela abaixo mostra sobre os danos irreversíveis ao ser humano que podem ser gerados pelos produtos químicos presentes nas pilhas e baterias.
| Componente | Características |
| ---------- | --- |
| Mercúrio   | Quando em concentrações superiores aos valores normalmente presentes na natureza, surge o risco de contaminação ambiental, atingindo o ser humano e várias formas de vida. O mercúrio apresenta a qualidade de se combinar ao carbono em compostos orgânicos. Facilmente inalado e absorvido pelas vias respiratórias quando em suspensão; ingestão de alimentos contaminados e nos tratamentos dentários. No homem, causa prejuízos ao fígado e ao cérebro e distúrbios neurológicos. |

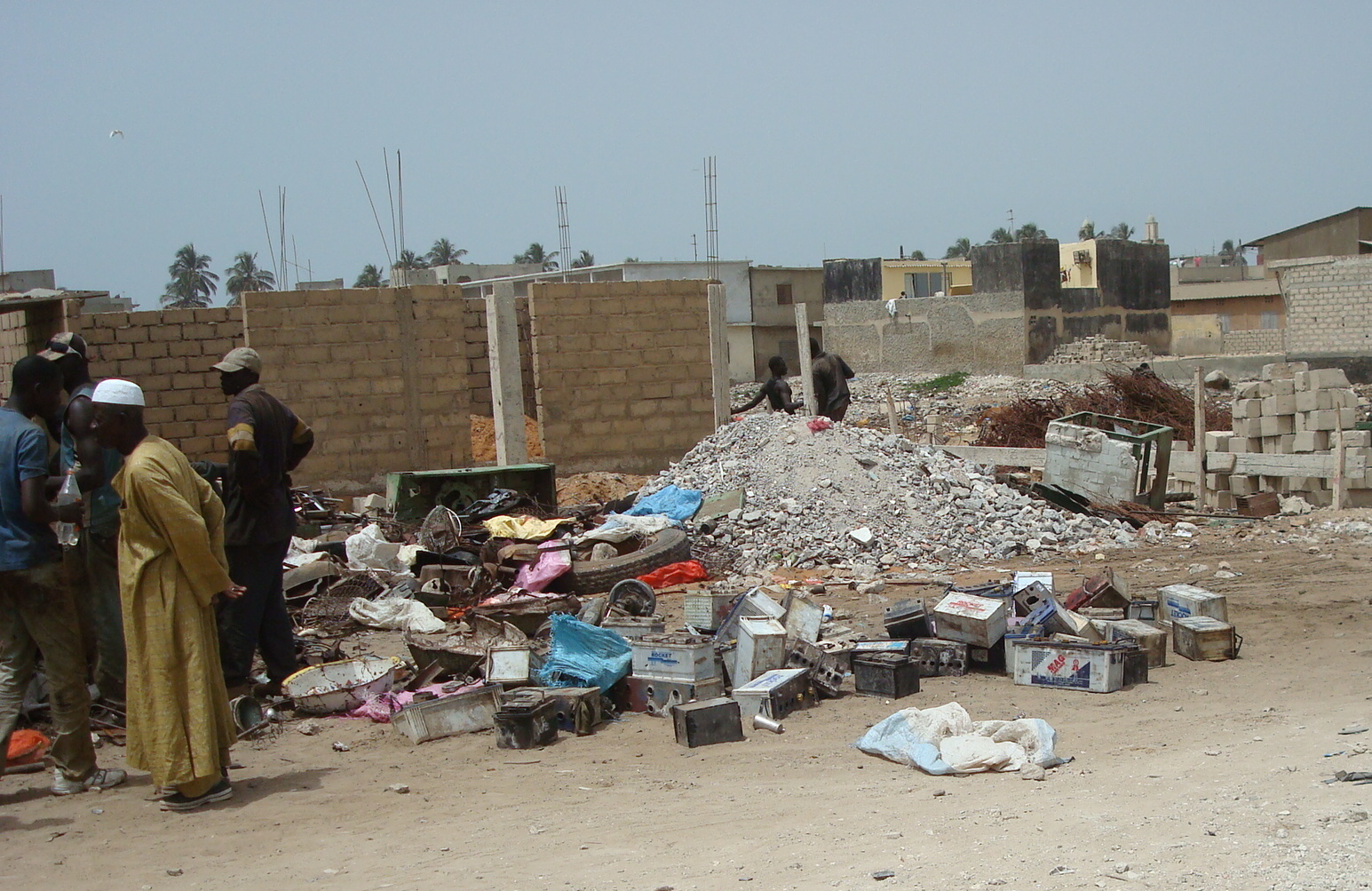
Baterias representam um risco de poluição ambiental

| Cádmio     | A meia-vida do cádmio em seres humanos é de 20 a 30 anos. É bioacumulativo (rins, fígado e ossos), podendo levar a disfunções renais e osteoporose. |
| Chumbo     | Causa anemia, neurite periférica (paralisia), problemas pulmonares sérios, encefalopatia (sonolência, convulsões, delírios e coma) e disfunção renal, quando inalado ou absorvido. |
| Lítio      | Disfunção neurológica e renal; torna-se cáustico em contato com a pele e mucosas. |
| Manganês   | Atinge o sistema nervoso, causando gagueira e insônia. |
| Níquel     | Cancerígeno. |

## Gestão de Pilhas e Acumuladores
Em Portugal, o Decreto-Lei nº 6/2009, de 6 de Janeiro (que revoga o Decreto-Lei n.º 62/2001 de 19 de Fevereiro e as Portarias n.º 571/2001 e 572/2001, de 6 de Junho), confere o regime de colocação no mercado de pilhas e acumuladores, bem como um regime de recolha, tratamento, reciclagem e eliminação dos resíduos resultantes da inutilização das pilhas e acumuladores. Trata-se da transposição da Directiva n.º 2006/66/CE, de 6 de Setembro.

## Logística Reversa
No Brasil a Lei 12.305/10 que instituiu a Política Nacional de Resíduos Sólidos definiu que pilhas e baterias estão incluídas entre os materiais em que os os fabricantes, importadores, distribuidores e comerciantes tem a obrigatoriedade de estruturar e implementar sistemas de logística reversa, mediante retorno dos produtos após o uso pelo consumidor, de forma independente do serviço público de limpeza urbana e de manejo dos resíduos sólidos.
Em 2019, teve início a implementação do sistema de logística reversa de baterias automotivas de chumbo ácido pelo Ministério do Meio Ambiente (MMA). Essa iniciativa está integrada a um acordo intersetorial celebrado com a Associação Brasileira de Baterias Automotivas e Industriais (Abrabat), a Associação Nacional dos Sincopeças do Brasil (Sincopeças-BR) e o Instituto Brasileiro de Energia Reciclável (Iber).